# Paradoryphoribius chronocaribbeus
Paradoryphoribius chronocaribbeus — викопний вид тихоходів ряду Parachaela. Описаний в 2021 році з міоценового домініканського бурштину. Paradoryphoribius — перший вимерлий тихоход, відомий з кайнозою, а також перший тихоход, відома з міоцену. Довжина зразка сягала 539 мікрон.